# گونباخ
گونباخ (به آلمانی: Gonbach) یک شهر در آلمان است که در دنرسبرگکرایس واقع شده‌است. گونباخ ۵۰۱ نفر جمعیت دارد.